# كاستيلاباتي
كاستيلاباتي (بالإيطالية: Castellabate) هي بلدة وكومونا في مقاطعة ساليرنو في منطقة كامبانيا من جنوب غرب إيطاليا.

## السكان
في سنة 1861 بلغ عدد السكان 3٬728 نسمة، وتطور العدد ليصل في سنة 2011 لـ 8٬209 نسمة.
يظهر هذا المخطط البياني تطور النمو السكاني لـ كاستيلاباتي

## التاريخ
كانت المنطقة مأهولة منذ العصر الحجري القديم العلوي. في أوائل العصور الوسطى، كانت الفراتسيوني الحالية ليكوسا قاعدة للساراكينوس، الذين هزموا فيها في عام 846 من قبل ائتلاف مكون من دوقية نابولي وأمالفي وسورنتو وجيتا.
يرتبط التاريخ الحالي لكاستيلاباتي بالقديس كوستابيلي جنتيلكوري (القديس كونستابيليس) رابع رئيس دير لا ترينيتا ديلا كافا. في عام 1123، وهو نفس العام الذي ارتقى إلى منصب رئيس الدير، بدأ في بناء قلعة الملاك (10 أكتوبر 1123)، والتي أصبحت بعد ذلك ملكا له. أعطى لقبه القرية اسمها الحالي: كاستروم أباتيس Castrum Abbatis، وهي تعني باللغة اللاتينية «قلعة الدير». انتهت رئاسته للدير في 17 فبراير 1124. أنهى خليفته سيميون أعمال البناء وساعد السكان.
بعد ذلك، ، سقطت كاستيلاباتي تحت سيطرة بارونية تشيلنتو. ثم خضعت لكاراشيولو، ففيلومارينو فلوفريدو فأكوافيفا وأخيرا أسرة غرانيتو (الذين حملوا لقب ماركيز وأصبحوا في ما بعد أمراء عن طريق الزواج) في 1745. بقيت كاستيلاباتي في أسرة أمير بيلمونتي حتى نهاية العصر الإقطاعي.

## الجغرافيا
تحد كاستيلاباتي بلديات أغروبولي ولاوريانا تشيلنتو ومونتيكوريتشي وبيرديفومو. تضم البلدية القرى (frazioni) من ألانو وليكوسا وأولياسترو مارينا, بالإضافة إلى قريتي سانتا ماريا وسان ماركو ومحليات لاغو وتريزينو.

## النقل
أقرب محطة للسكك الحديدية هي في أجروبولي. حيث تخدمها عدة قطارات ومن ضمنها يوروستار إيطاليا، على الطريق من نابولي-ريدجو كالابريا. من ناحية الشوارع، يصل شارع A3 السريع البدلة مع ساحل تشيلنتو.
الوصول للبلدة عبر البحر يتم في ميناء سان ماركو.

## المطبخ
يعتمد المطبخ الكاستيلاباتي على المنتجات المحلية: النبيذ وزيت الزيتون والجبن (مثل جبن موزاريلا) وحبوب الحمص والسلامي والحلويات المصنوعة من التين.

## وسائل الإعلام
مرحبا بكم في الجنوب (Benvenuti al Sud) هو إنتاج إيطالي للفيلم الفرنسي مرحبا بكم في أرض الشتيين (2008) تم تصويره في كاستيلاباتي وجزئيا في قريتي سانتا ماريا وسان ماركو.

## العلاقات الدولية
لدى بلدة كاستيلاباتي علاقة توأمة مع:
- بليزكاستل، ألمانيا منذ عام 2008

## وصلات خارجية
- السياحة في كاستيلاباتي وفي الحديقة الوطنية في تشيلينتو نسخة محفوظة 6 أغسطس 2018 على موقع واي باك مشين.
- حديقة تشيلينتو وفالو دي ديانو الوطنية نسخة محفوظة 24 أغسطس 2007 على موقع واي باك مشين. (الايطالية) (اللغة الإنجليزية)
- العلم الأزرق[وصلة مكسورة]

‌